# Shawn Mendes
Shawn Peter Raul Mendes, conegut com a Shawn Mendes   (Pickering, 8 d'agost de 1998), és un cantautor canadenc. Amb el seu Shawn Mendes EP i el seu primer single Life of the Party, ha vist l'augment d'èxit comercial com a cantant, compositor i artista de gira. És l'artista més jove a debutar en el top 25 amb una cançó en la llista Billboard Hot 100, amb una edat de 15 anys, 11 mesos i 4 dies.
Mendes es va criar a Pickering, una ciutat de Toronto. Començà a publicar vídeos cantant (versions) en l'aplicació popular Vine el 2013 i va tenir milions de visites i seguidors en qüestió de mesos, arribant a ser molt conegut pels sis segons d'interpretacions de moltes cançons populars. El mànager d'artistes, Andrew Gertler va descobrir Shawn Mendes al gener del 2014, portant-lo a Island Records, amb qui finalment va signar un contracte i va llançar el seu primer single Life of the Party al juny de 2014.
Abans de la seva signatura, Shawn Mendes va realitzar una gira com a membre del MagCon Tour al costat d'altres joves artistes i sensacions dels mitjans socials: Nash Grier, Cameron Dallas, Jack Johnson, Jack Gilinsky (formant un duet conegut com a Jack&Jack), Matthew Espinosa, Aaron Carpenter, Carter Reynolds, Taylor Caniff. Mendes també va estar en una gira nacional amb Austin Mahone com un acte d'obertura (com Fifth Harmony, The Vamps, i altres) i va llançar el seu EP a principis de juliol, amb un àlbum que va sortir a finals de 2014. Després de diversos singles, Shawn va treure el seu disc debut anomenat Handwritten que en el mercat anglès va sortir el 27 i 28 d'abril. El seu primer àlbum es va estrenar el dia 13 d'abril (2015), amb una versió normal, una deluxe i, més endavant, una revisited. En el seu àlbum Handwritten hi ha dues col·laboracions: Air amb Astrid S. i I Know What You Did Last Summer amb Camila Cabello. Més tard, va treure el seu segon àlbum, Illuminate, el 23 de setembre de 2016, i la versió deluxe després. Al 2018 va llençar el seu tercer àlbum, Shawn Mendes The Album, i un mes després una deluxe. Al 2020 va treure el seu últim àlbum fins al moment, Wonder, i tres dies després va sortir a la llum la versió deluxe.
Ha sigut teloner per a Austin Mahone, al 2014, i per a Taylor Swift al 2015, al The 1989 World Tour.
Per la seva banda, va fer una gira de promoció del seu primer àlbum, Handwritten, al 2014-2015, ShawnsFirstHeadlines. Al 2016, va tornar amb el Shawn Mendes World Tour. Un any després, va començar l'Illuminate World Tour, en què Charlie Puth va fer-li de teloner. Dos anys després, va començar Shawn Mendes: The Tour. Va cancel·lar un concet degut a problemes a les cordes vocals. Per acabar, al 2022 va començar el Wonder World Tour, però es va haver de cancel·lar per la COVID-19. Quan va ser capaç de tornar als escenaris, un mes després de començar, després d'haver fet 7 concerts, va haver de cancelar la gira per cuidar la seva salud mental.

## Discografia

### EP (2014)
| Llista de Cançons | Llista de Cançons   |
| ----------------- | ------------------- |
| Life Of The Party | One Of Those Nights |
| Show You          | The Weight          |

### Handwritten (2015)
| Llista de Cançons           | Llista de Cançons     |
| --------------------------- | --------------------- |
| Life Of The Party           | Never Be Alone        |
| Stitches                    | Kid In Love           |
| I Don't Even Know Your Name | Something Big         |
| Strings                     | Aftertaste            |
| Air (feat Astrid S.)        | Crazy                 |
| A Little Too Much           | This Is What It Takes |

### Handwritten Deluxe (2015)
| Llista de Cançons           | Llista de Cançons     |
| --------------------------- | --------------------- |
| Life Of The Party           | Never Be Alone        |
| Stitches                    | Kid In Love           |
| I Don't Even Know Your Name | Something Big         |
| Strings                     | Aftertaste            |
| Air (feat Astrid S.)        | Crazy                 |
| A Little Too Much           | This Is What It Takes |
| Bring It Back               | Imagination           |
| The Weight                  |                       |

### Handwritten Revisited (2015)
| Llista de Cançons                                     | Llista de Cançons     |
| ----------------------------------------------------- | --------------------- |
| Life Of The Party                                     | Never Be Alone        |
| Stitches                                              | Kid In Love           |
| I Don't Even Know Your Name                           | Something Big         |
| Strings                                               | Aftertaste            |
| Air (feat Astrid S.)                                  | Crazy                 |
| A Little Too Much                                     | This Is What It Takes |
| I Know What You Did Last Summer (feat Camila Cabello) | Act Like You Love Me  |
| Running Low                                           | Memories              |

### Illuminate Deluxe (2016)
| Treat You Better                | Three Empty Words |
| Ruin                            | Understand        |
| Honest                          | Roses             |
| No Promises                     | Lights On         |
| Like This                       | Mercy             |
| Patience                        | Don't Be A Fool   |
| Hold On                         | Bad Reputation    |
| There's Nothing Holdin' Me Back |                   |

### Shawn Mendes The Album (2018)
| In my blood                    | Lost In Japan      |
| Where were you in the morning? | Fallin' All on you |
| Youth                          | Nervous            |
| Like to be you                 | Particular Taste   |
| Because I have you             | Why                |
| Queen                          | Perfectly Wrong    |
| Mutual                         | When you're ready  |

### Senzills 2019
| If I can't have you | Señorita (feat. Camila Cabello) |
| ------------------- | ------------------------------- |

### Wonder (2020)
| Intro                | Song For No One      |
| Wonder               | Monster              |
| Higher               | 305                  |
| 24 Hours             | Always Been You      |
| Teach Me How To Love | Piece Of You         |
| Call My Friends      | Look Up At The Stars |
| Dream                | Can't Imagine        |

### Wonder Deluxe (2020)
| Intro                | Look Up At The Stars                                 |
| Wonder               | Can't Imagine                                        |
| Higher               | The Christmas Song                                   |
| 24 Hours             | Can't Take My Eyes Off You                           |
| Teach Me How To Love | Wonder Acoustic                                      |
| Call My Friends      | Wonder Surf Mesa Remix                               |
| Dream                | Intro Live From The Wonder Residences                |
| Song For No One      | Wonder Live rom The Wonder Residences                |
| Monster              | Dream Live From The Wonder Residences                |
| 305                  | Song For No One Live From The Wonder Residences      |
| Always Been You      | Always Been You Live From The Wonder Residences      |
| Piece Of You         | Look Up At The Stars Live From The Wonder Residences |

Senzills 2021
Summer of Love
It'll Be Okay 
Senzills 2022
When You're Gone